# Махмуд-бий
Махмуд-бий или Махмуд Катаган (узб. Mahmudbiy / Mahmud Qatag'on; первая половина XVII века — начало XVIII века, Бухарское ханство) — узбекский авторитетный государственный и военный деятель эпохи Аштарханидов, аталык Бухарского ханства, глава узбекского рода Катаган, наместник бухарских ханов в Тохаристане (1683 г.) и в Балхском ханстве (1688 г.).